# Wielki Kanion Kolorado

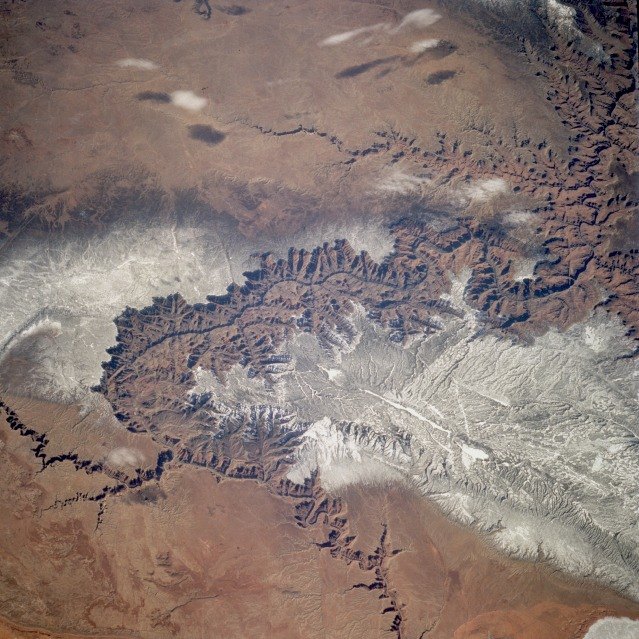
Wielki Kanion z kosmosu

Wielki Kanion, Wielki Kanion Kolorado (ang. Grand Canyon) – przełom rzeki Kolorado w stanie Arizona w USA przez Płaskowyż Kolorado. Za początek kanionu uznaje się Lee's Ferry (niewielka stacja z motelem i przystanią dla łodzi leżąca około 12 km od miejscowości Page), natomiast koniec kanionu leży w rejonie Grand Wash Cliff leżącym około 20 km od początku jeziora Mead. Odległość pomiędzy tymi punktami mierzona nurtem rzeki Kolorado wynosi 446 km. Najgłębszym rejonem Wielkiego Kanionu jest Granite Gorge (Wąwóz Granitowy), w którym najgłębsze miejsce leży poniżej krawędzi o 1857 m (6093 stóp). Szerokość kanionu waha się od ok. 800 m (pod punktem widokowym Toroweap na North Rim – Północnej Krawędzi) do 29 km w najszerszym miejscu. Jest to największy przełom rzeki na świecie (jednak nie najgłębszy).
Obszar ten stanowi park narodowy – Park Narodowy Wielkiego Kanionu.

## Budowa geologiczna
Kanion wykształcony jest głównie w łupkach, a także iłołupkach, wapieniach, piaskowcach i granitowych intruzjach. W kanionie tym można dostrzec przekrój geologiczny od proterozoiku (w prekambrze) po trias (era mezozoiczna). Każda seria warstw skalnych ma inny odcień. Skały osadowe kanionu obfitują w skamieniałości, od pierwotnych glonów do drzew, od morskich muszli po szczątki dinozaurów.
Istnieją różne hipotezy na temat powstania kanionu. Najbardziej rozpowszechniona mówi o tym, że proces powstawania był wydłużony w czasie. Według niej kanion zaczął powstawać w zachodniej części obecnego przebiegu 17 mln lat temu, natomiast wschodni kraniec ukształtował się 5–6 mln lat temu. W następnych milionach lat trwało wcinanie się wgłębne rzeki i pogłębianie kanionu, przy zachowaniu jego długości. Według tej wersji rzeka Kolorado żłobiła kanion w miarę jak płaskowyż Kolorado się podnosił. Inna wersja mówi o tym, że cały kanion ukształtował się w przeciągu bardzo krótkiego czasu, nawet kilku dni.
Przed wybudowaniem w 1963 r. zapory wodnej Glen Canyon Dam, tworzącej jezioro Powella, rzeka niosła przez kanion dziennie 500 000 ton osadu, obecnie zapora ograniczyła transport do 80 000 ton.
Badaczem, który opracował historię geologiczną Wielkiego Kanionu Kolorado, był geolog Clarence Dutton.

## Platforma widokowa Skywalk

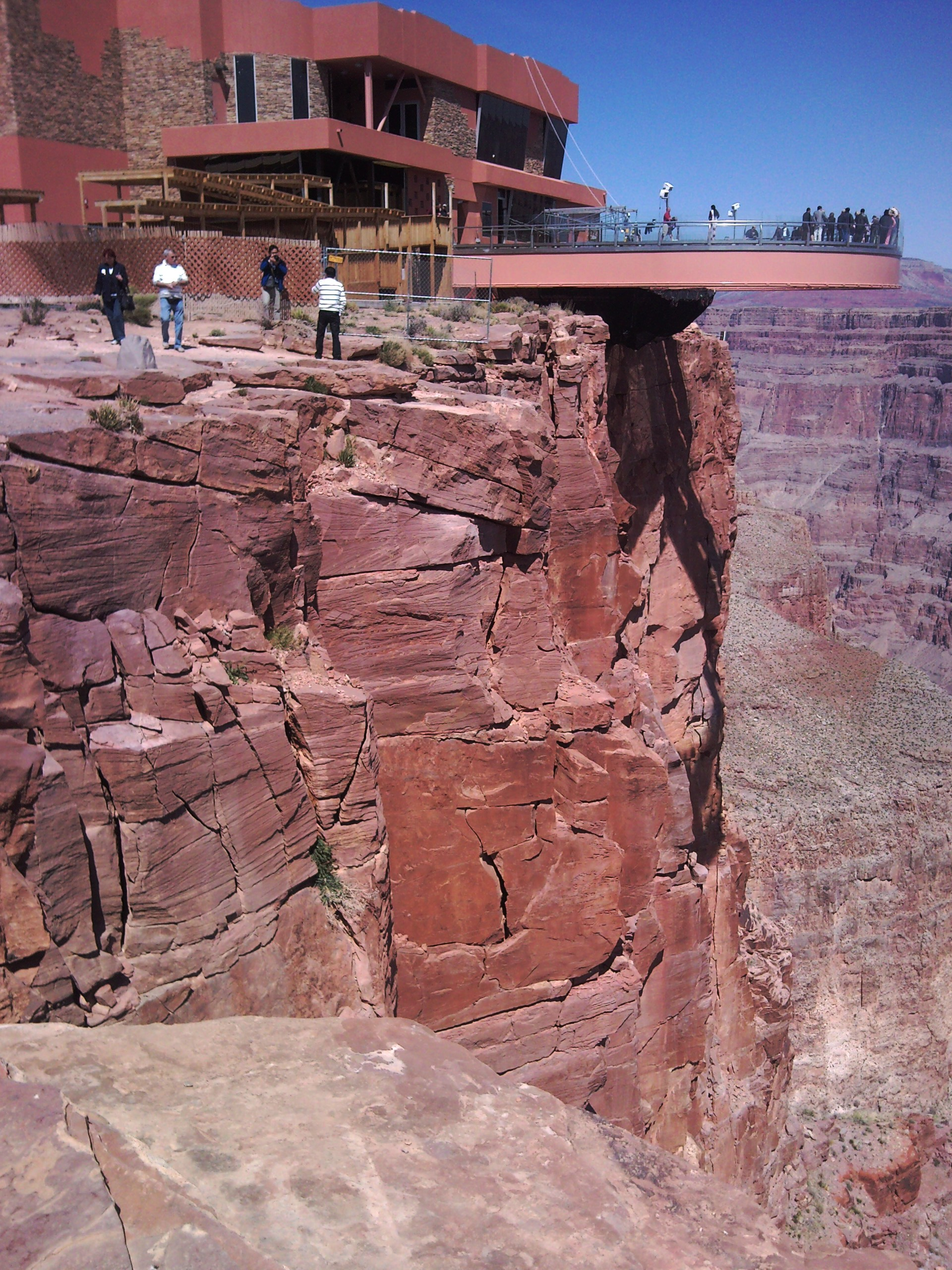
Platforma widokowa Skywalk

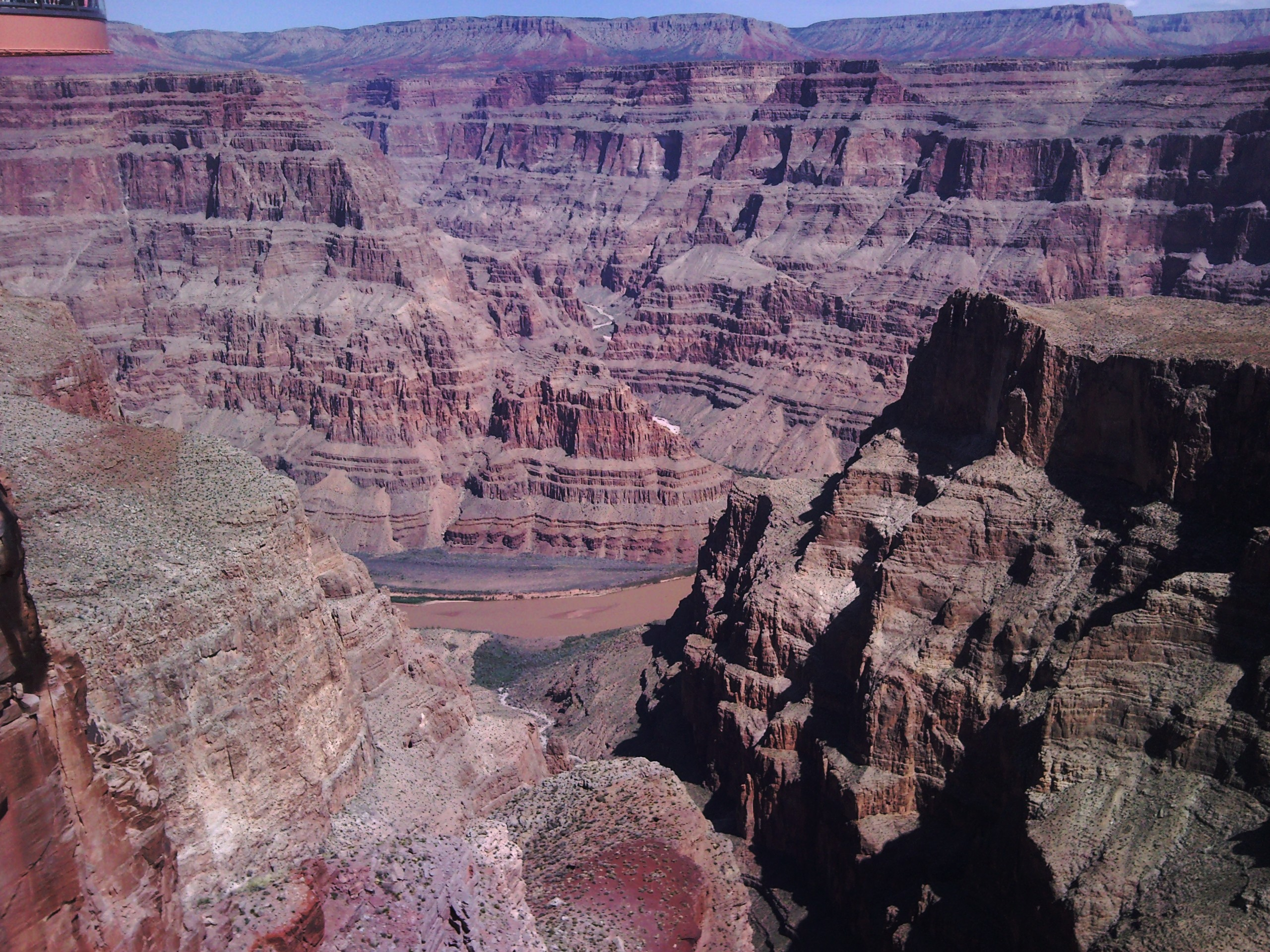
Widok na Grand Canyon West od strony platformy

W 2007 roku otwarto szklany pomost nad zachodnią częścią Wielkiego Kanionu (Grand Canyon West). To najwyżej położony „balkon” na świecie – usytuowany jest na wysokości 1219 m nad ziemią. Zainteresowani mogą podziwiać otwierającą się pod nimi przepaść, oddzieleni od niej jedynie przezroczystą taflą szkła. Szklana platforma kosztowała 30 mln dolarów; ma kształt podkowy wystającej na ponad 20 metrów od krawędzi urwiska, które opada pionowo w dół na głębokość 1220 metrów. Znajduje się 144 km na zachód od Parku Narodowego Wielkiego Kanionu, na terenach rezerwatu Indian Hawasupaji w Arizonie. Park Narodowy w 2016 roku odwiedziło blisko 6 mln turystów.
Skywalk został zaprojektowany przez pracownię architektoniczną MRJ Architects, a jego konstrukcją zajęła się firma Lochsa Engineering. Skywalk udźwignie jednocześnie 120 osób i wytrzyma wiatry wiejące w Kanionie z prędkością 160 km na godzinę. Pomost wyposażono również w system amortyzujący, aby nie wpadał w drgania powodowane przemieszczeniem się po nim ludzi. 

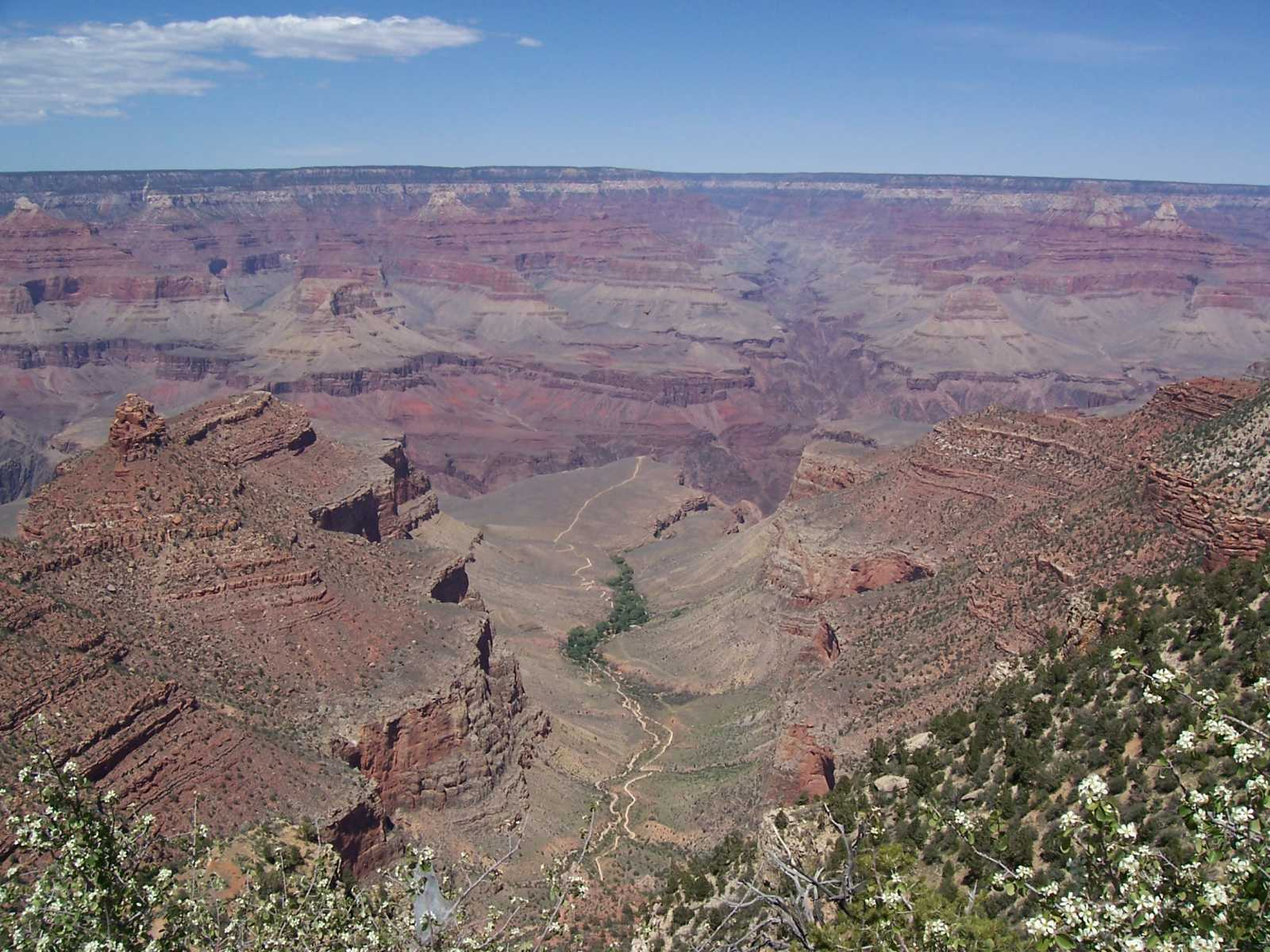
Kanion rzeki Kolorado
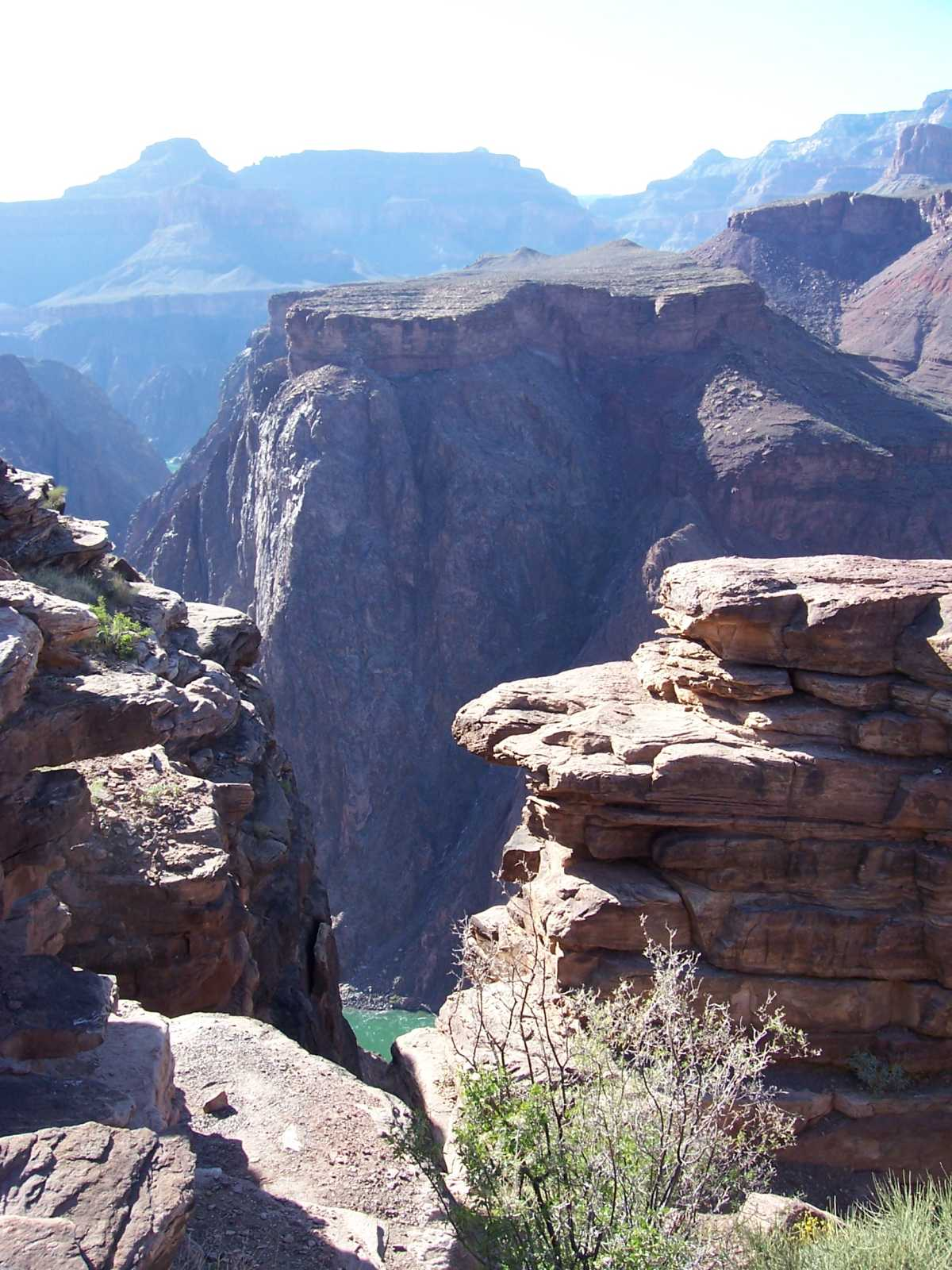
Kanion, w dole rzeka
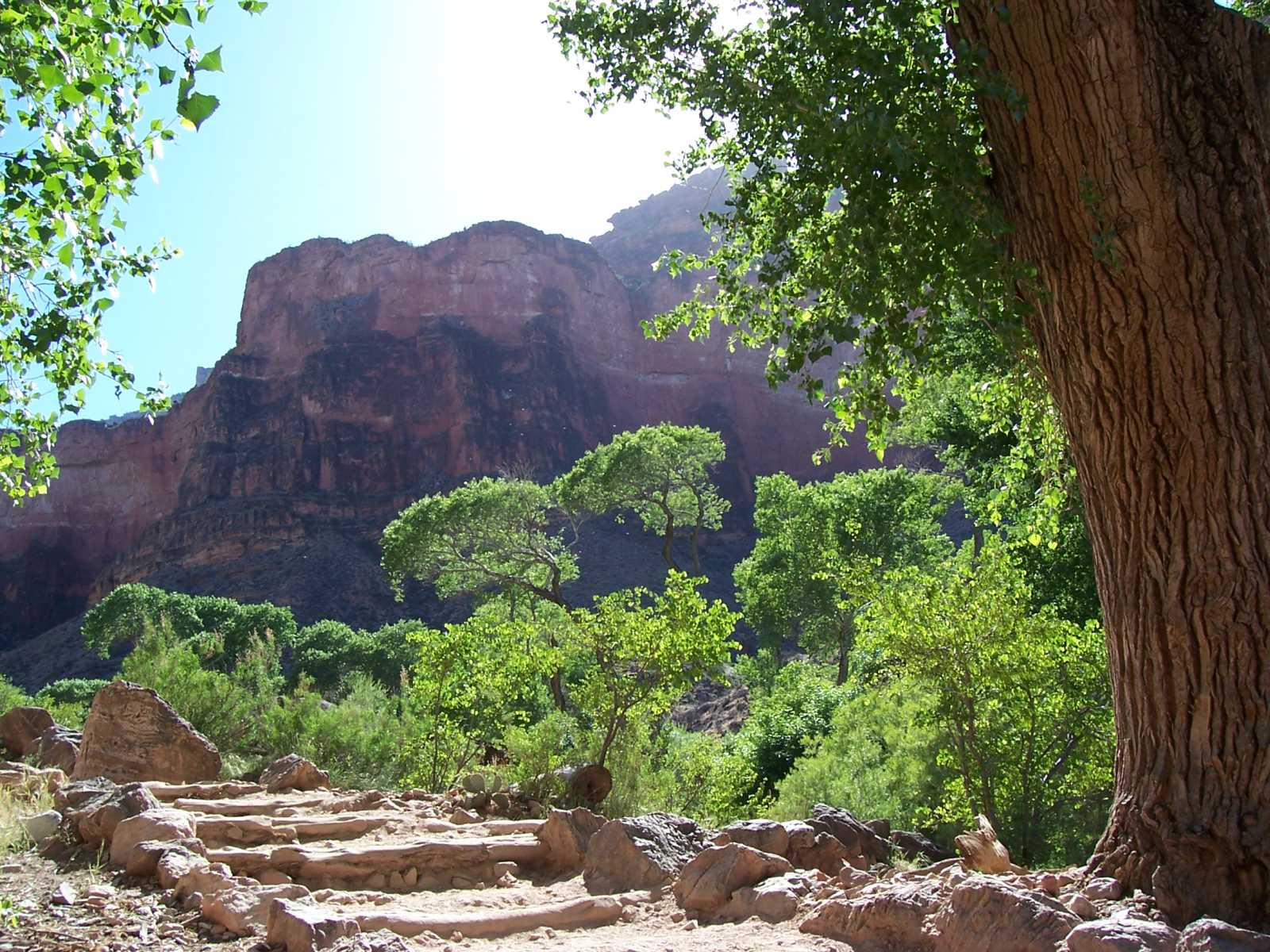
„Indiańskie ogrody” w Parku Wielkiego Kanionu
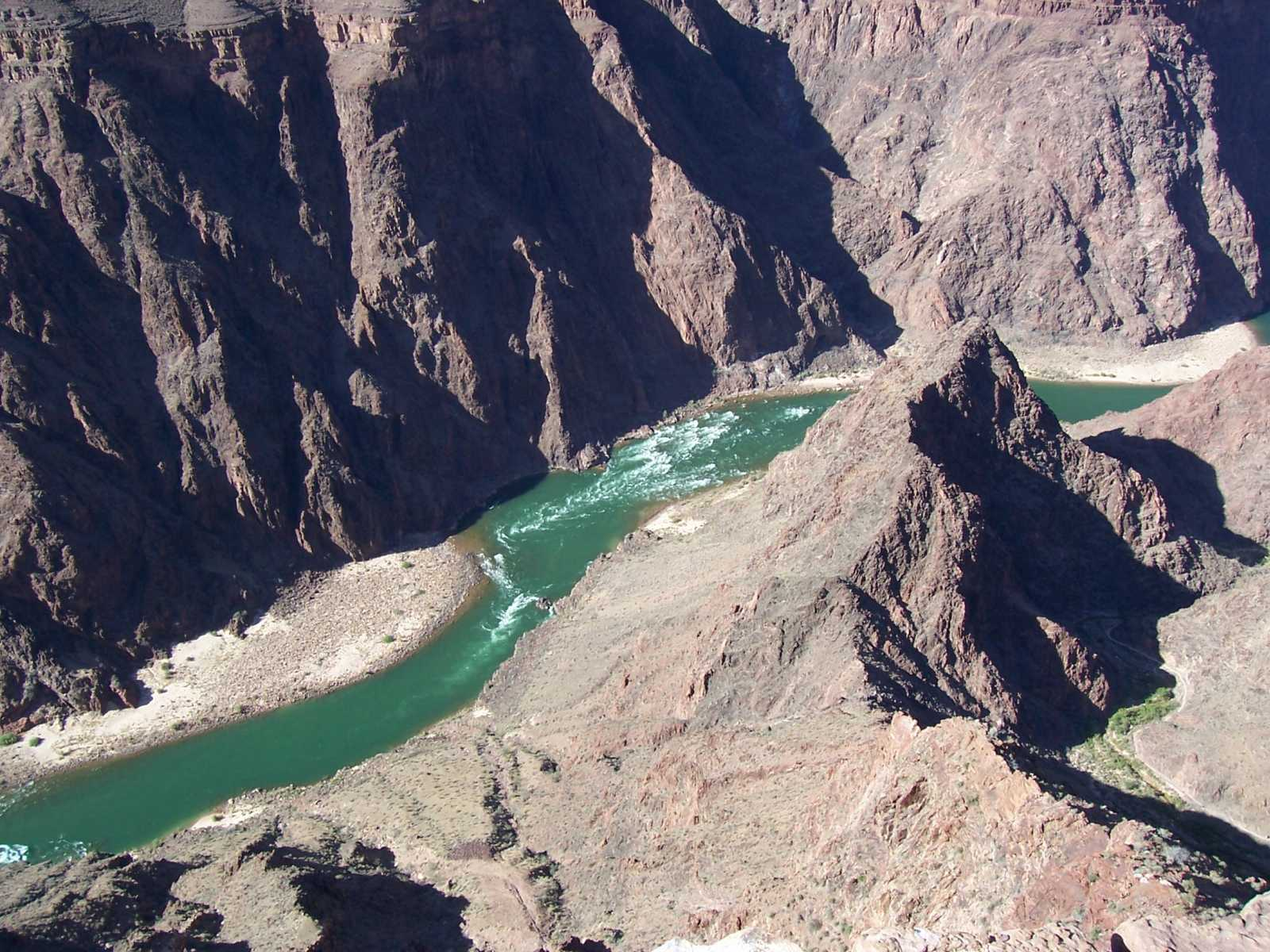
Rzeka Kolorado na dnie kanionu
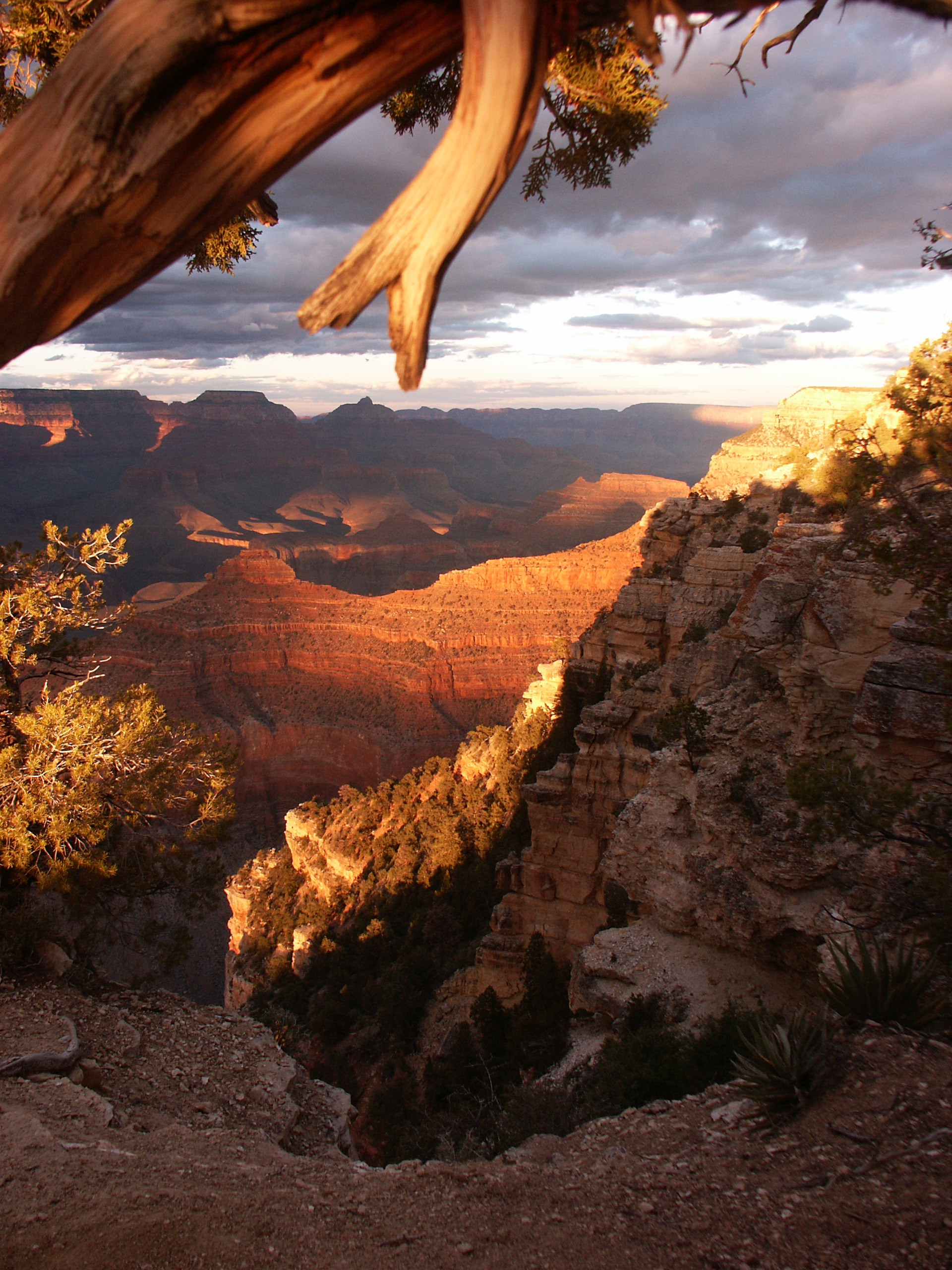
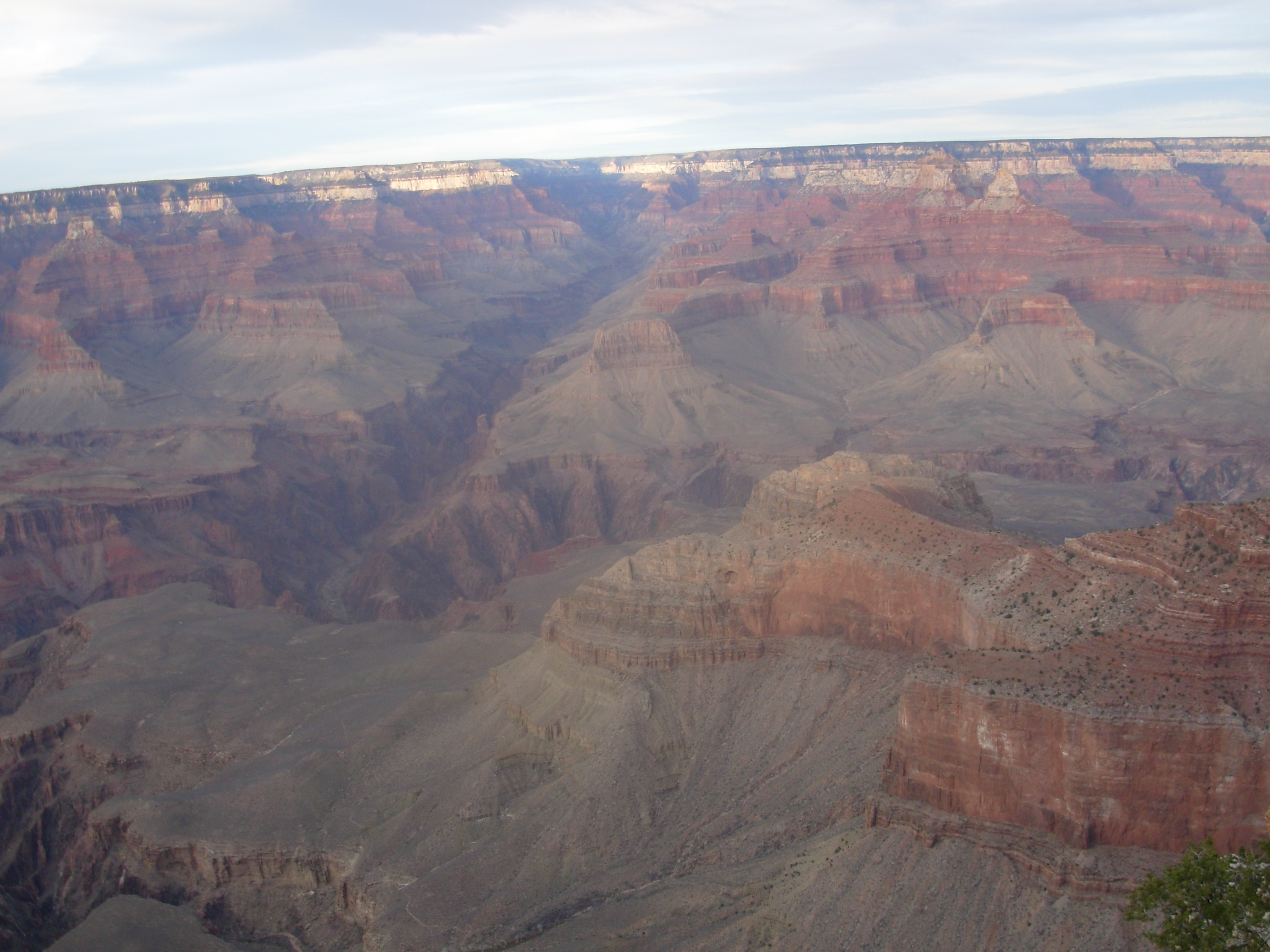
Wielki Kanion ze stanowiska widokowego
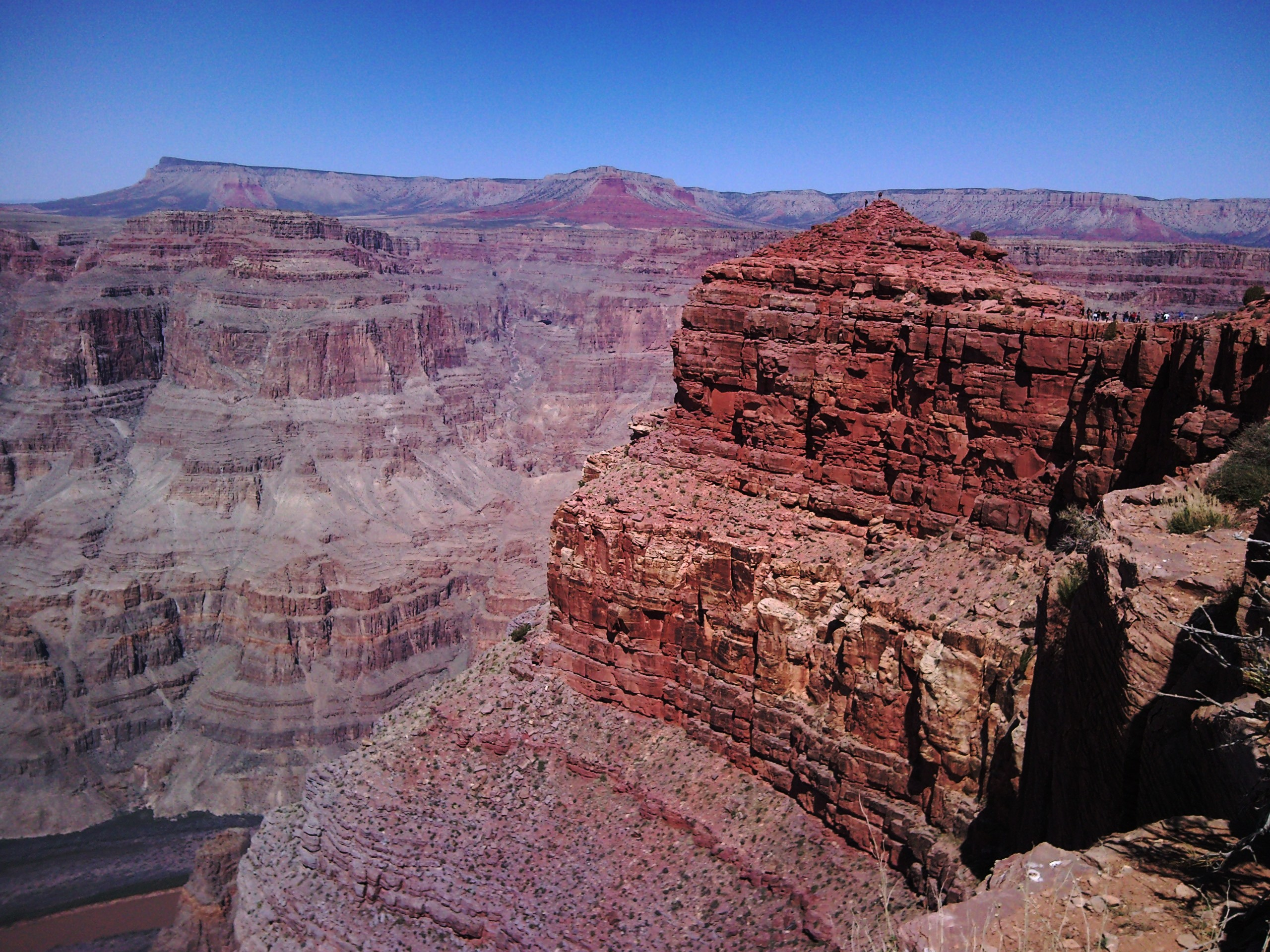
Grand Canyon West – Eagle Point
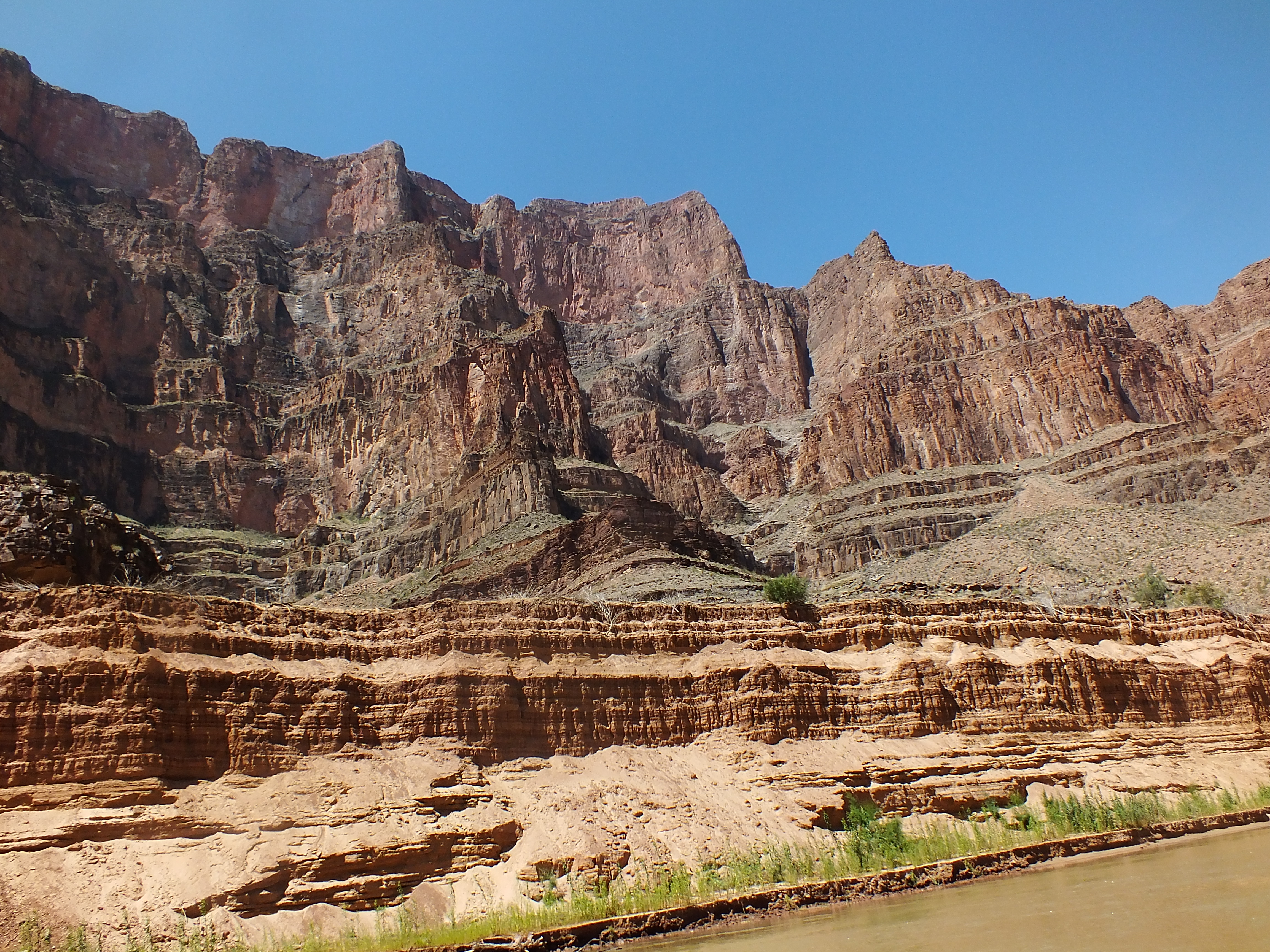
Widok z dna
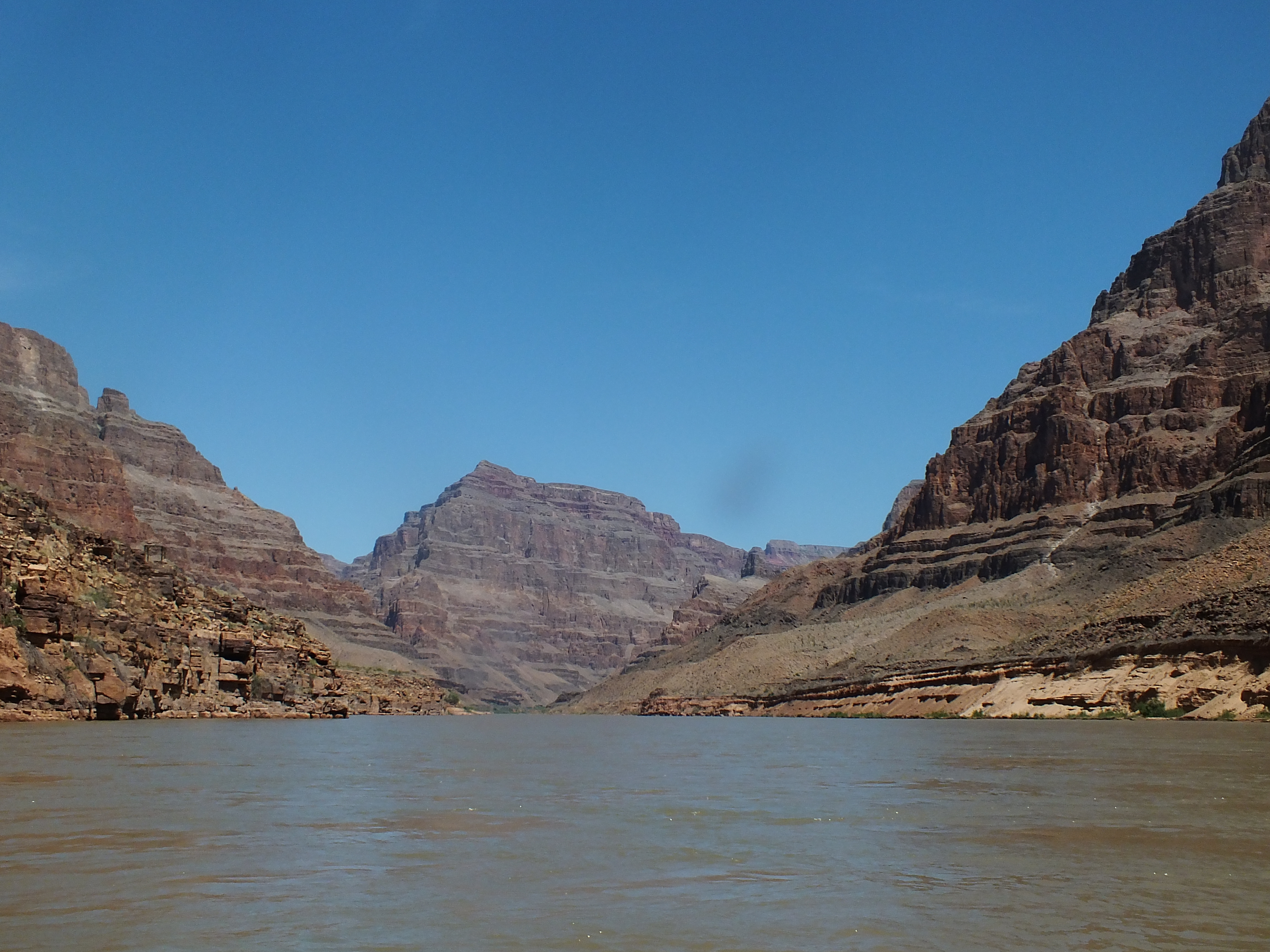
Widok z dna
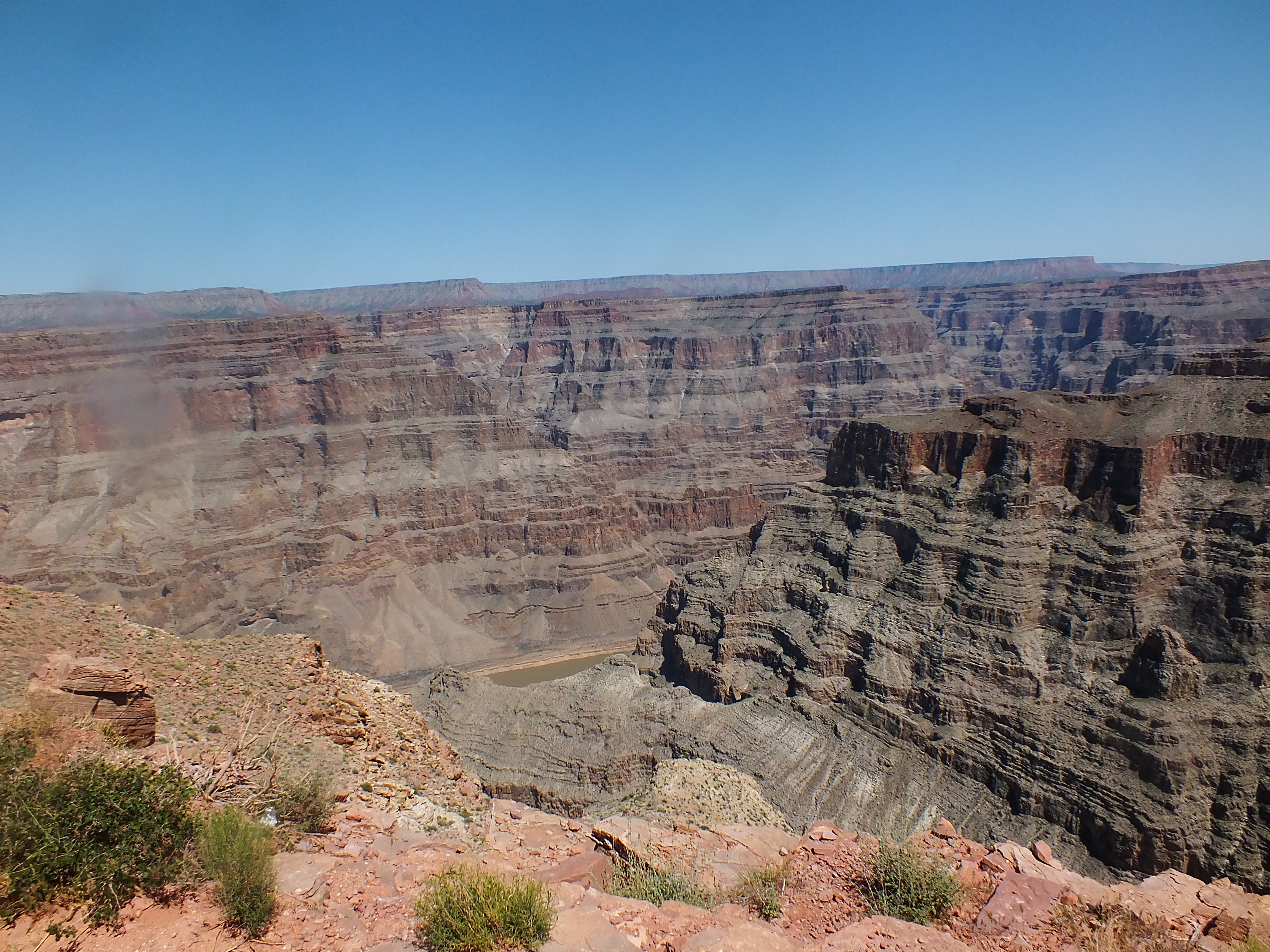
Widok z Guano Point